# Nesiocypraea
Nesiocypraea Azuma & Kurohara, 1967 è un genere di molluschi gasteropodi della famiglia Cypraeidae.

## Tassonomia
Il genere comprende le seguenti specie:
- Nesiocypraea aenigma Lorenz, 2002
- Nesiocypraea lisetae (Kilburn, 1975)
- Nesiocypraea midwayensis Azuma & Kurohara, 1967
- Nesiocypraea teramachii (Kuroda, 1938)
- Nesiocypraea thachi F. Huber, 2020